# 1452 Hunnia
1452 Hunnia је астероид главног астероидног појаса са средњом удаљеношћу од Сунца која износи 3,113 астрономских јединица (АЈ).
Апсолутна магнитуда астероида је 12,0 а геометријски албедо 0,138.